# Siegfried Ressel
Siegfried Ressel (* 23. März 1958 in Potsdam) ist ein deutscher Filmemacher.

## Leben
Siegfried Ressel wuchs in Potsdam auf, wo er die Schule und eine Lehre absolvierte. Er studierte Informatik in Budapest. 1980 lernte er Carsten Wist kennen, mit dem er von 1990 bis 2001 den „Literaturladen Wist & Ressel“ leitete. 1988 zog er nach West-Berlin. Bis 1992 arbeitete er als Hörfunkjournalist beim Sender Freies Berlin für S-F-Beat und Radio 4U. Seit 2001 arbeitet er in der Dokumentarfilm-Redaktion der Filmstrom media GmbH Berlin, zudem ist er Gesellschafter der Filmproduktionsfirma a+r film. Seit 2007 macht er eigene Dokumentarfilme für öffentlich-rechtliche Sender.

## Filmografie
- 2007: Bis zum Horizont und zurück (MDR/RBB)
- 2008: Millionenerbe gesucht: Wer kennt Jacques? (WDR)
- 2009: Plessa, Partisanendorf (3sat, über das Kriegsende im brandenburgischen Plessa)
- 2010: Gefangen im Bittersee (ZDF/Arte)
- 2011: Kongo Müller. Eine deutsch-deutsche Geschichte (ZDF/Arte)
- 2011: Hilbig. Eine Erinnerung (3sat)
- 2013: MdB – abgeordnet in den Bundestag (ZDFinfo/3sat)
- 2019: Mythos Suhrkamp (3sat)